# Conseil national des arts culinaires
Pour les articles homonymes, voir CNAC.
Le Conseil national des arts culinaires (CNAC) est une association loi de 1901 ayant existé entre 1989 et 2000, qui avait pour mission la valorisation du patrimoine culinaire français et l'éducation du goût.

## Historique
L'association a été créée en décembre 1989 par Jack Lang, alors ministre de la Culture et de la Communication, et placée sous l'autorité directe de son ministère.
De nombreux grands chefs cuisiniers ont apporté leur soutien à différentes actions du CNAC, qui était subventionné par les ministères de la Culture, de l'Agriculture, du Tourisme, de l'Éducation nationale et de la Santé, dont certains représentants participaient au conseil d'administration du CNAC accompagnés de représentants des corporations professionnelles tels que Claude Izard qui a créé la Cuisinerie gourmande des provinces françaises, et le Conservatoire des traditions culinaires artisanales.
Michel Guérard fut le premier président de ce CNAC, présidence reprise par Alain Senderens de 1990 à 1998, puis par Alain Weil. La direction du CNAC resta entre les mains de l'énarque Alexandre Lazareff jusqu'en janvier 1999.
Le CNAC fut à l'origine de 
- presque tous les ouvrages L'inventaire du patrimoine culinaire édités chez Albin Michel,
- la participation à la création du label Site remarquable du goût,
- la participation à La Semaine du goût.

En 1998, l'IFRAP (Institut français pour la recherche sur les administrations et les politiques publiques) publie un rapport présentant le mode de financement et de fonctionnement du Conseil national des arts culinaires. Ce rapport reproche au CNAC de coûter 7 à 10 millions de francs aux contribuables. 
Dans un article paru dans Le Point le 22 octobre 1999, Christophe Deloire analyse les comptes du CNAC mené par Alexandre Lazareff, mettant en exergue une mauvaise gestion.
À la suite de cette affaire, Alexandre Lazareff fut remercié en janvier 1999, et le CNAC fut mis en liquidation en juin 2000.